# دهستان حسن‌آباد (اقلید)
دهستان حسن‌آباد نام دهستانی در بخش حسن‌آباد شهرستان اقلید، استان فارس در ایران است. براساس سرشماری مرکز آمار ایران در سال ۱۳۸۵، جمعیت آن ۷۴۲۱ نفر (۱۵۳۵ خانوار) بوده‌است.